# Ko Lanta kerület
Ko Lanta szigetcsoportokból álló kerület Krabi tartományban, Thaiföld délnyugati részében.

## Története
A kerületet 1901 decemberében hozták létre. Több szigetcsoportból áll. Ezek közül a négy legnagyobb: Ko Lanta szigetek (170 km²), Ko Klang (162 km²), Ko Rok (3.5 km²), és Ko Ngai (3.6 km²). A többiek kisebbek, mint Ko Haa.
A név eredete bizonytalan, de lehet, hogy a jávai nyelvű "lantas" szóból származik, ami egyfajta halsütést jelent. A Lanta név 1917-től hivatalos.
Thaiföld legrégebb óta lakott területei közé tartozik. A történelem előtti idők óta lakják.

## Földrajza

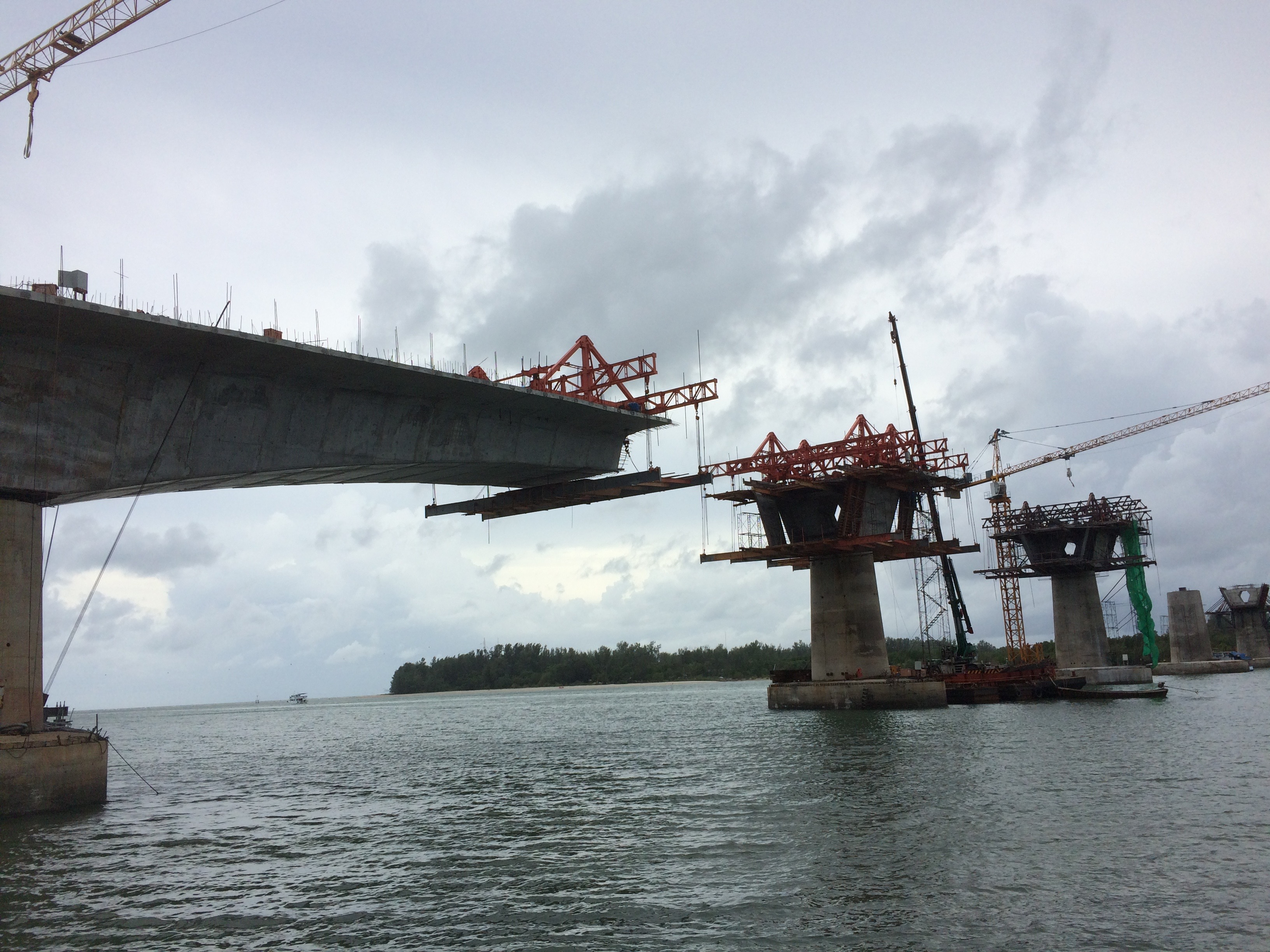
A hid épitése Ko Lanta Noi és Ko Lanta Yai között, 2015 augusztusában

A Krabi várostól mintegy 70 kilométerre elhelyezkedő kerületnek három nagy szigete van. Az elsőt, Ko Klangot csak egy folyócska (klong) választja el a kontinenstől, amelyen közúti híd vezet keresztül. Gyakran a kontinens részének vélik, pedig sziget. A másik két nagy sziget közül a nagyobb és népesebb Ko Lantajaj, amelyet egyszerűen Ko Lantának is szoktak nevezni, a kisebb pedig Ko Lantanoj. E két szigetet 2016 óta híd köti össze. A kettőn kívül még 50 kisebb sziget tartozik a Mu Ko Lanta Nemzeti Parkhoz.
A legnagyobb szigetnek, Ko Lantajajnak kilenc fehér homokú strandja van a nyugati partján, erdői, trópusi dzsungele és korálpadjai. A homokos strandok és a búvárkodási célpontok népszerű tursitacélponttá tették a szigetet. Ko Lantanoj még nem turistacélpont, de azzá válhat.
A nemzeti parkot 1990-ben hozták létre, ez volt Thaiföld 62. nemzeti parkja. 134 km²-t foglal el.

## Klímája
1981 és 2010 közötti statisztikák alapján a napi átlagos hőmérsékleti csúcs minden hónapban 30 Celsius-fok felett van a régióban. A legmelegebb hónapok a március és az április, 34 fok körüli átlagos napi csúcsokkal. A legesősebb hónapok a szeptember és az október, 330 milliméter körüli csapadékkal, de már áprilisban 100 milliméter fölé emelkedik a csapadék, és csak decemberre lesz ennél kevesebb. Az átlagos esős napok száma januárban majdnem 3, februárban majdnem 2, szeptemberben és októberben azonban már 20 fölött. A nap az első negyedévben süt a legtöbbet: ekkor a napsütéses órák száma napi átlagban legalább 6.

## Közigazgatása
A kerületet 5 alkerületre (tambonra) osztották. Ezek összesen 37 faluból (muban)állnak. Ko Lantajaj város (theszaban tambon) státusszal rendelkezik.
| \| No. \| Név \| Thai név \| Falvak \| Népesség \| \| \| 1. \| Ko Lantajaj \| เกาะลันตาใหญ่ \| 8 \| 6 720 \| \| \| 2. \| Ko Lantanoj \| เกาะลันตาน้อย \| 8 \| 5 360 \| \| \| 3. \| Ko Klang \| เกาะกลาง \| 10 \| 7 835 \| \| \| 4. \| Klongjang \| คลองยาง \| 6 \| 5 860 \| \| \| 5. \| Szaladan \| ศาลาด่าน \| 5 \| 4 725 \| \| | Map of Tambon |             |        |          |  |
| No. | Név           | Thai név    | Falvak | Népesség |  |
| 1. | Ko Lantajaj   | เกาะลันตาใหญ่ | 8      | 6 720    |  |
| 2. | Ko Lantanoj   | เกาะลันตาน้อย | 8      | 5 360    |  |
| 3. | Ko Klang      | เกาะกลาง    | 10     | 7 835    |  |
| 4. | Klongjang     | คลองยาง     | 6      | 5 860    |  |
| 5. | Szaladan      | ศาลาด่าน     | 5      | 4 725    |  |

## Szigetei
| Nr | Sziget            | Székhely                                      | Települései                                                               | Területe (km²) | Népessége |
| -- | ----------------- | --------------------------------------------- | ------------------------------------------------------------------------- | -------------- | --------- |
| 1  | Ko Bubu           | Hadnako                                       | Délipart, Északi part                                                     | 0.123          | 5         |
| 2  | Ko Ngai (Lanta)   | Bankohaj                                      | Lemlanang, Autapang, Lembeva, Aumuang, Aukotong, Lemdeng, Lemlaja, Aunako | 3.586          | 100       |
| 3  | Ko Klang          | Huahin (Lanta)                                | Pakkhlong, Khlongjang, Thaklong                                           | 165            | 13 700    |
| 4  | Ko Lantanoj       | Banlantanoj                                   | Langszod, Klongmak, Tharaj, Hualemngu, Klongtanod, Thung, Rojaj, Lempalm  | 75             | 5 350     |
| 5  | Ko Lantajaj       | Szaladan                                      | Thungjeepeng, Banlantajaja, Hualem, Szunggau, Autanod, Prae, Klongkvang   | 80,82          | 10 830    |
| 6  | Ko Maingam        |                                               |                                                                           | 1,95           | 0         |
| 7  | Ko Pleo           | Ko Pleo                                       |                                                                           | 0,16           | 10        |
| 8  | Ko Por            | Ko Por                                        | Ao Tha Kang, Ao Nai Ban                                                   | 1,6            | 500       |
| 9  | Ko Rapule         |                                               |                                                                           | 1              | 0         |
| 10 | Ko Talabeng       | Aukuako                                       | Autalajvek, Aubon                                                         | 2,04           | 2         |
| 11 | Ko Ven            |                                               |                                                                           | 0,17           | 0         |
| 12 | Ko Vantia         |                                               |                                                                           | 1,44           | 0         |
| 13 | Mu Ko Rok         | Lemthong                                      | Auszancsau, Hatthalu, Aumanszaj, Hattarua, Lemszajam                      | 3,48           | 5         |
| 14 | Mu Ko Haa         | Ko Haaszam lagúna                             | Kémény Pont, Korbácskorál Pont, Haajaj korálpad, Katedrális               | 0,16           | 0         |
| 15 | Mu Ko Maa         | Ko Maa                                        |                                                                           | 0,1            | 0         |
| 16 | További szigetek  | Ko Raputang, Ko Kamjaj, Ko Kamnoj, Ko Klaueng |                                                                           | 2              | 0         |
|    | Ko Lanta District | Banszaladan                                   |                                                                           | 339,7          | 30 500    |

## Fordítás
Ez a szócikk részben vagy egészben  a   Ko Lanta District című angol Wikipédia-szócikk ezen változatának fordításán alapul.  Az eredeti cikk szerkesztőit annak laptörténete sorolja fel. Ez a jelzés csupán a megfogalmazás eredetét és a szerzői jogokat jelzi, nem szolgál a cikkben szereplő információk forrásmegjelöléseként.